# Petrobras
Petróleo Brasileiro S.A. (Petrobras; pronunciat Petrubràs) és una empresa de capital obert, l'accionista majoritari de la qual és el Govern del Brasil, i és, per tant, una empresa mixta. Amb seu a Rio de Janeiro, a data de 2013 operava en 18 països dins de l'àmbit de l'energia, principalment en les àrees d'explotació, producció, refinat, comercialització i transport de petroli, gas natural i els seus derivats. L'any 2020, la classificació anual Forbes Global 2000 va situar Petrobras com la septuagèsima major empresa pública del món.
L'empresa va ser constituïda el 3 d'octubre de 1953. Va monopolitzar la indústria petroliera del Brasil fins al 1997, any en què es va alliberar el mercat. Tot i així, continua sent líder amb una producció diària que l'any 2024 fregava els 2,7 milions de barrils de cru. La multinacional és propietària de refineries, petroliers i és una gran distribuïdora de derivats del petroli. Petrobras és la líder mundial en desenvolupament de tecnologia per a l'explotació petrolífera en aigües profundes i ultraprofundes.
Petrobras era el 2011 en el cinquè lloc en la classificació de les majors petrolieres de capital obert del món. En valor de mercat, l'any 2010 va ser la segona major empresa del continent americà i la quarta major del món (la segona del sector energètic), segons dades de Bloomberg i de l'Agência Brasil. El setembre de 2010, l'empresa va registrar el rècord de la més grossa capitalització borsària de la història: 72,8 bilions de dòlars (a l'època, 127,4 bilions de reals), pràcticament doblant el rècord anterior, que pertanyia a la Nippon Telegraph and Telephone (NTT), amb 36.8 bilions de dòlars al novembre de 1987. Petrobras va tancar l'any 2014 amb unes pèrdues de 21,5 bilions de reals, el pitjor exercici des de 1986 i el primer tancament en vermell des de 1991. La pèrdua de diners causada per la corrupció entre 2004 i 2012 va ser estimada en 6,2 bilions de reals. El 2015, la Petrobras va tornar a tancar amb pèrdues, de 34,8 bilions de reals, a causa de la caiguda del preu del barril de petroli en el mercat internacional, de la crisi econòmica en el país i per les conseqüències provocades per l'Operació Lava Jato, que va fer amb que l'empresa suspengués temporalment les seves inversions, el que va afectar de ple la seva xarxa de proveïdors de serveis i equipaments. El 2018, l'empresa havia sortit dels números vermells i, a finals de 2021, es calculava que ja s'havien recuperat 6.000 milions de reals desviats per la cúpula jutjada pel Lava Jato.
Petrobras és responsable del 0,77% de l'emissió global de gasos hivernacle industrials en el període entre 1988 fins a 2015 i, per tant, un dels majors responsables mundials del canvi climàtic.

## Història

### Antecedents
Després de la Segona Guerra Mundial, es va iniciar en Brasil un intens debat sobre la millor manera d'explotar el petroli en el país. L'assumpte era polèmic i repercutia en diversos aspectes polítics, tals com la sobirania nacional, la importància dels recursos minerals estratègics, la política d'industrialització i els límits d'actuació de les empreses estrangeres al país, i va ser un dels més marcants en la història del Brasil durant les dècades de 1940 a 1960. Per a debatre-ho, es van constituir dos grups amb posicions diferents: un que defensava l'obertura del sector petrolífer a la iniciativa privada (nacional i estrangera) i un altre que desitjava el monopoli estatal del petroli.
La Constitució brasilera de 1946 establia que la reglamentació sobre l'explotació de petroli en el país fos feta per mitjà d'una llei ordinària, creant així un marc que propiciava l'entrada d'empreses estrangeres en el sector petrolier. Cal recordar que, en aquella època, la producció mundial de petroli estava dominada per un oligopoli constituït pel grup anomenat Les set germanes: la neerlandesa Shell, la britànica APOC (actualment British Petroleum) i les nord-americanes Esso, Socony (posteriorment Mobil), Texaco, Socal (posteriorment Chevron) i Gulf Oil.

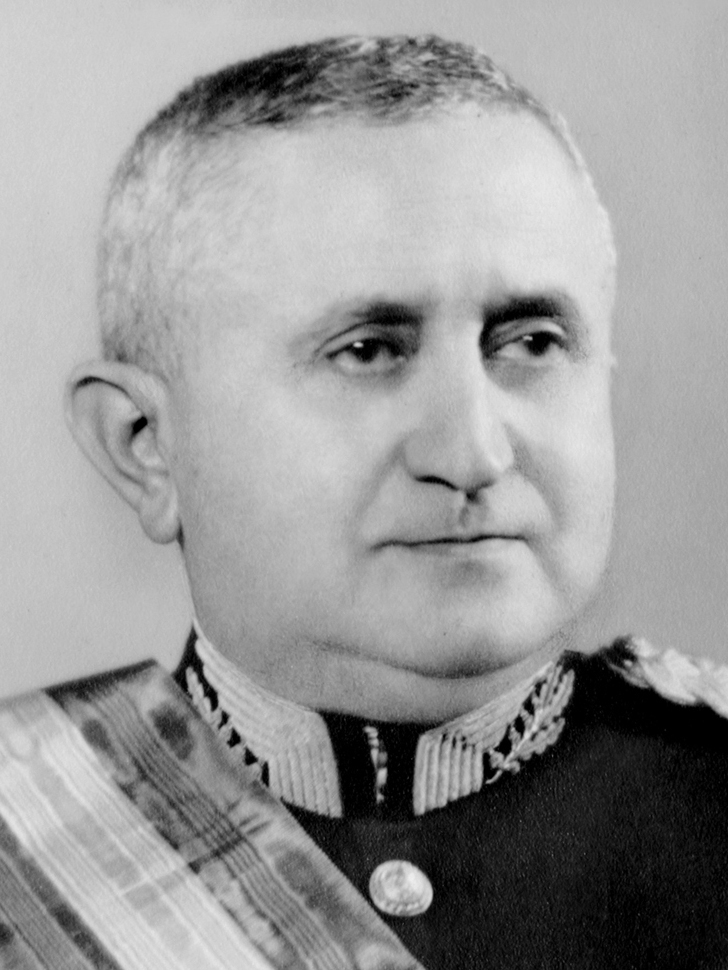
Eurico Gaspar Dutra, president del Brasil (1946-1951)

Dos anys després, el president de la República, Eurico Gaspar Dutra, va enviar al Congrés Nacional del Brasil un avantprojecte de l'Estatut del Petroli que, si hagués estat aprovat, permetria la participació de la iniciativa privada en la indústria de combustibles. En aquella època no existien en el país empreses nacionals amb recursos financers suficients, ni amb la tecnologia necessària, per a l'explotació de petroli. Els nacionalistes no eren a favor d'aquell avantprojecte de llei, per entendre que l'aprovació significaria el lliurament de l'estratègica explotació del petroli brasiler als interessos de les multinacionals foranes. La tesi de l'estatització de la producció de petroli va rebre el suport d'un ampli moviment popular, a través de la campanya O petróleo é nosso! (El petroli és nostre!), en el que va destacar, entre d'altres, l'escriptor Monteiro Lobato. La mobilització popular va aconseguir aturar la tramitació de l'avantprojecte de l'Estatut del Petroli i va contribuir també en la posterior aprovació de la Llei nº 2004 de 3 d'octubre de 1953, que establia el monopoli estatal del petroli i constituïa la nacional Petrobras.

### Fundació i activitat en monopoli
La Llei nº 2004, de 3 d'octubre de 1953, disposava sobre la política nacional del petroli, definint les atribucions del Consell Nacional del Petroli (CNP), establint el monopoli estatal del petroli i la creació de la Petrobras. Les activitats de l'empresa van ser iniciades amb el patrimoni de l'antic Consell Nacional del Petroli, que va mantenir la funció fiscalitzadora sobre el sector.

El President Getúlio Vargas rep en audiència Juracy Montenegro Magalhães, primer president de Petrobras (1954).

Les operacions d'explotació i producció de petroli, així com la resta d'activitats connectades al sector de petroli, gas natural i derivats, a excepció de la distribució majorista i de la venda minorista a estacions de servei, van ser dirigides per la Petrobras de 1954 a 1997, període en què l'empresa es va fer líder en la comercialització de derivats en el país. A l'inici de la seva singladura, la companyia va veure com les seves primeres prospeccions, tingudes com prometedores, quedaven en no res: el 1955 va manar petroli a Nova Olinda do Norte, al marge del riu Madeira. Allà es van obrir tres pous, però no es van mostrar en condicions de produir comercialment. Una altra troballa va ser a la conca del riu Tucano, a l'estat de Maranhão, que igualment no es va mostrar productiu. Durant els primers sis anys, el projecte d'explotació de la Petrobras va ser gerenciat pel geòleg estat-unidenc Walter Link, però la falta de resultats va dur-lo a deixar el país a cuitacorrents l'any 1960, sota acusacions de polítics i periodistes. En aquesta època, va publicar quatre cartes sobre els resultats del seu treball (tres en 1960 i una en 1961), que es van conèixer com Informe Link.
Al llarg dels governs del règim militar (1964-1985), Petrobras va créixer amb la construcció de noves refineries, oleoductes i gasoductes. El 1967 va ser creada la seva primera filial, Petroquisa, actuant en el sector petroquímic. L'any 1971, la xarxa de benzineres de Petrobras va passar a ser administrada per una altra filial, en aquest cas, la BR Distribuidora. La subsidiària Braspetro, que s'havia creat el 1972 per explotar petroli a l'estranger, va assolir el 1976 una de les majors gestes del sector, al descobrir el camp petrolífer de Majnoon, a l'Iraq. Això va comportar que la Petrobras multipliqués per onze les seves reserves de cru. La primera crisi del petroli, que esclatà a finals de 1973 amb el conseqüent augment del preu del barril en el mercat internacional, duria el President Ernesto Geisel (antic president de la Petrobras), a finals de 1975, a obrir la prospecció de petroli al Brasil sota contractes de risc per a que altres empreses fessin l'explotació.

### Liberalització del mercat

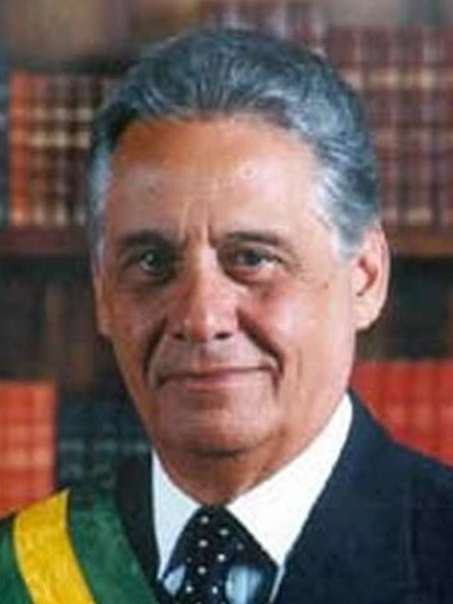
Fernando Henrique Cardoso, President de la República entre 1995 i 2002.

Després d'exercir en règim de monopoli per més de 40 anys, el 1997 Petrobras va passar a competir amb altres empreses estrangeres i nacionals, quan el president Fernando Henrique Cardoso va sancionar la Llei n° 9.478, de 6 d'agost de 1997. Llavors es crearen l'Agência Nacional do Petróleo (ANP), responsable de la regulació, fiscalització i contractació de les activitats del sector i el Conselho Nacional de Política Energética (CNPE), entitat encarregada de formular la política pública d'energia.
A més de la liberalització del sector, Petrobras es va enfrontar al repte de sortir a borsa. Primer ho va fer a nivell nacional, començant a cotitzar a la Borsa de São Paulo (Bovespa) el mateix any 97. L'any 2000 va fer el salt i s'internacionalitzà, començant a cotitzar a la Borsa de Nova York.

### Segle XXI: l'era Pré-Sal
L'any 2000, va ser llançat el PROCAP-3000, un programa tecnològic de la Petrobras en sistemes d'explotació en aigües ultraprofundes, que va ser el primer pas per arribar al descobriment del Pré-sal, uns jaciments de petroli a les profunditats de l'Atlàntic, a partir dels 6.000 metres sota el nivell del mar. El 2001, l'empresa va rebre de l'ANP la concessió per explotar el bloc marítim BM-S-10, on va perforar el primer pou en zona de Pré-sal, arribant a perforar fins als 5.000 metres de profunditat.

El 2002, va adquirir la Perez Companc Energía (PECOM Energía S.A.), la segona petroliera de l'Argentina, amb operacions a Bolívia, Perú, Veneçuela i Brasil. L'any següent, el del 50è aniversari de l'empresa, Petrobras va doblar la producció diària d'oli i gas natural, sobrepassant la marca de 109 milions de barrils. El 2004, Petrobras va signar un contracte per explotar un bloc petrolífer a l'Iran, on va invertir 178 milions de dòlars fins a retornar la concessió, en 2009.

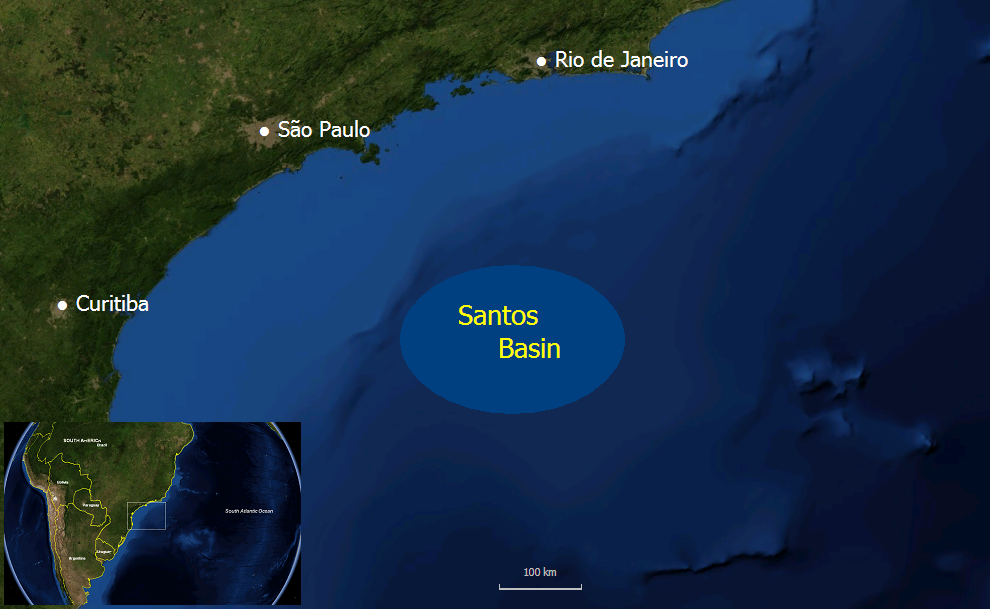
La conca de Santos, on se situa el bloc marítim BM-S-10, pioner en les investigacions per les prospeccions en jaciments Pré-sal

2005 fou l'any en que Petrobras va extreure cru de la capa Pré-sal per primer cop, mitjançant la perforació d'un pou de 6.915 metres de profunditat al bloc BM-S-10; encara que fou amb caràcter experimental (no comercial), el petroli extret va ser catalogat de bona qualitat. El 2006, Brasil va aconseguir provisionalment ser autosuficients en quant al consum de petroli, gràcies a la posada en marxa de la plataforma petrolífera P-50, al litoral fluminense, que va ser inaugurada pel president Luiz Inácio Lula de la Silva.
El 2007, va ser descobert el major jaciment d'oli i gas natural del país, al camp petrolífer Tupi, a la conca de Santos, amb un volum aproximat de 12 bilions de barrils, sumant cru i gas. L'any següent, la Petrobras va quedar en primer lloc en el rànquing de petrolieres més sostenibles del món, amb una puntuació del 92,25%, d'acord a la investigació feta per Management & Excellence (M&E). També al 2008, van ser descoberts nous dipòsits marins i el 2 de setembre es va iniciar l'extracció en Pré-sal del camp de Jubarte, a la conca de Campos,amb un volum diari de 18 mil barrils.
L'any 2009, l'empresa va pujar fins al quart lloc entre les empreses més respectades del món, d'acord amb el Reputation Institute i, en maig del mateix any, va iniciar la producció de petroli al camp Tupi. L'any 2014, Petrobras es va veure obligada a abandonar la concessió del bloc BM-S-10, després de no haver acomplert els terminis per declarar la comerciabilitat de l'àrea.
El dia 1 d'abril de 2015, Petrobras va anunciar haver tancat una inversió de 3,5 bilions de dòlars (11,2 bilions de reals en la cotització del dia), amb el Banc de Desenvolupament de la Xina. És el primer contracte dintre d'un acord de cooperació vigent entre 2015 i 2016. D'aquesta manera, l'empresa intentava recuperar l'equilibri financer després de les difícils crisis dels últims anys i dels escàndols de corrupció.
En desembre de 2017, per primera vegada, la meitat de l'extracció de petroli i gas de territori brasiler provenia de jaciments Pré-sal: un 50,7%, segons dades de l'ANP. Fins al 2012, el Pré-sal encara representava menys del 10% de la producció total nacional. A finals de 2014, corresponia al 25%. En 2016, va assolir el 40% i, des de llavors, va anar batent rècords. La producció nacional de petroli va créixer el 2017 un 4%, per arribar a una mitjana de 2,6 milions de barrils diaris. Catapultada per l'explotació pré-sal, la conca de Santos va tenir el 2017 un creixement del 29% en la producció de cru i gas, arribant a 1,4 milions de barrils per dia. La regió ostenta, des de setembre, el títol de major conca productora del país. En 2017, Petrobras va ser responsable del 77,8% de la producció nacional de petroli.

## Dades empresarials

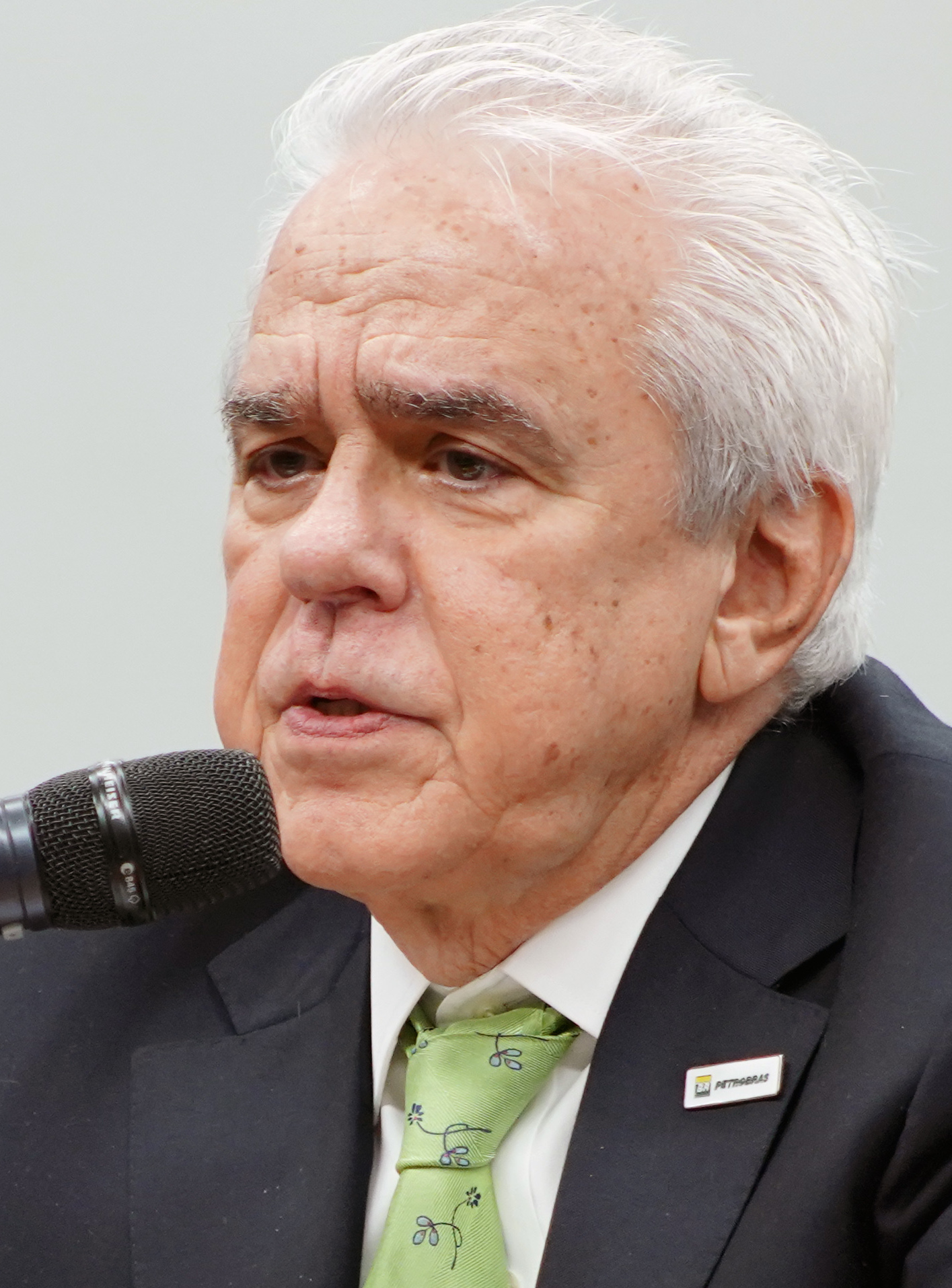
Roberto Castello Blanco, actual president de l'empresa.

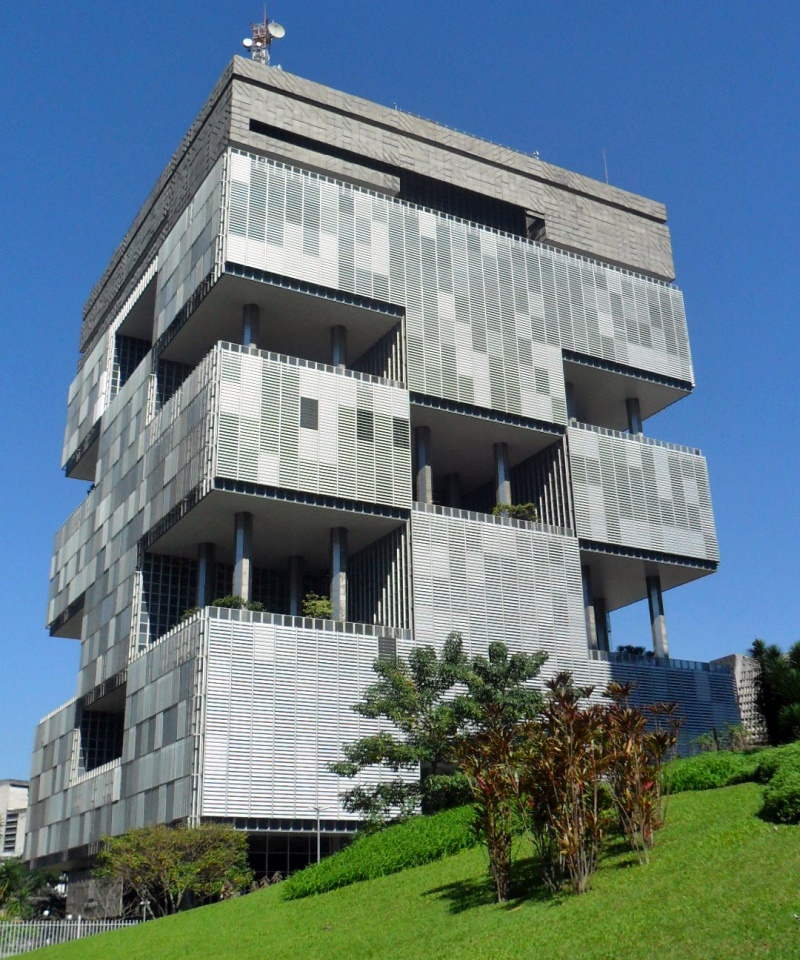
Façana de la seu principal de l'empresa a Rio de Janeiro.

### Xifres
- Inversió: 111,1 bilions R$
- Facturació: 302,2 bilions R$
- Benefici net: 40,1 R$
- Accionistes: més de mig milió
- Plantilla: 46.416
- Oleoductes: 7.719 km
- Gasoductes: 9.190 km
- Producció diària: 2,77 milions boe
- Producció diària de derivats del petroli: 1,87 milions de barrils
- Pous productors: 6.587 (cru i gas natural)
- Reserves provades: 9,59 bilions boe
- Plataformes operatives: 107
- Flota: 128 (propis i noliejats)
- Refineries 13
- Fàbriques de biocombustible: 5
- Centrals tèrmiques: 20
- Parcs d'energia eòlica: 4 (participacions)
- Parcs d'energia solar: 1

Dades publicades per Petrobras a abril de 2020.

### Organigrama
L'executiva de la Petrobras està constituïda pel President de l'empresa i set directors:
- Director d'Assumptes Corporatius
- Director de Governança i Conformitat
- Director Financer i de Relacions amb Inversors
- Director d'Explotació i Producció
- Director d'Estratègia, Organització i Sistema de Gestió
- Director de Refinat i Gas Natural
- Director de Desenvolupament de la Producció i Tecnologia

D'acord el organigrama de la companyia, sota cada una d'aquestes directories, se subordinen diverses gerències.

### Principals empreses del Grup
- Petrobras Distribuidora S.A. - BR, filial de Petrobras fins a juliol de 2019. Actua en la distribució de derivats de petroli. Petrobras manté una participació minoritària del 37,5%.[56]
- Petrobras Biocombustível (PBIO), actua en la producció i comercialització de biodièsel i etanol.
- Petrobras Energia Participaciones S.A., filial argentina de Petrobras fins a maig de 2016, quan va ser venuda a Pampa Energía.[57]
- Petrobras Gas S.A. (GasPetro), filial responsable de la comercialització de gas natural.
- Petrobras Transport S.A. (TransPetro), encarregada del transport de combustible.
- Petrobras International Finance Company (PIFCo), companyia encarregada de la captació de capital inversor estranger.
- Braskem, empresa petroquímica joint-venture amb l'Organització Odebrecht.

### Resultats financers i borsaris

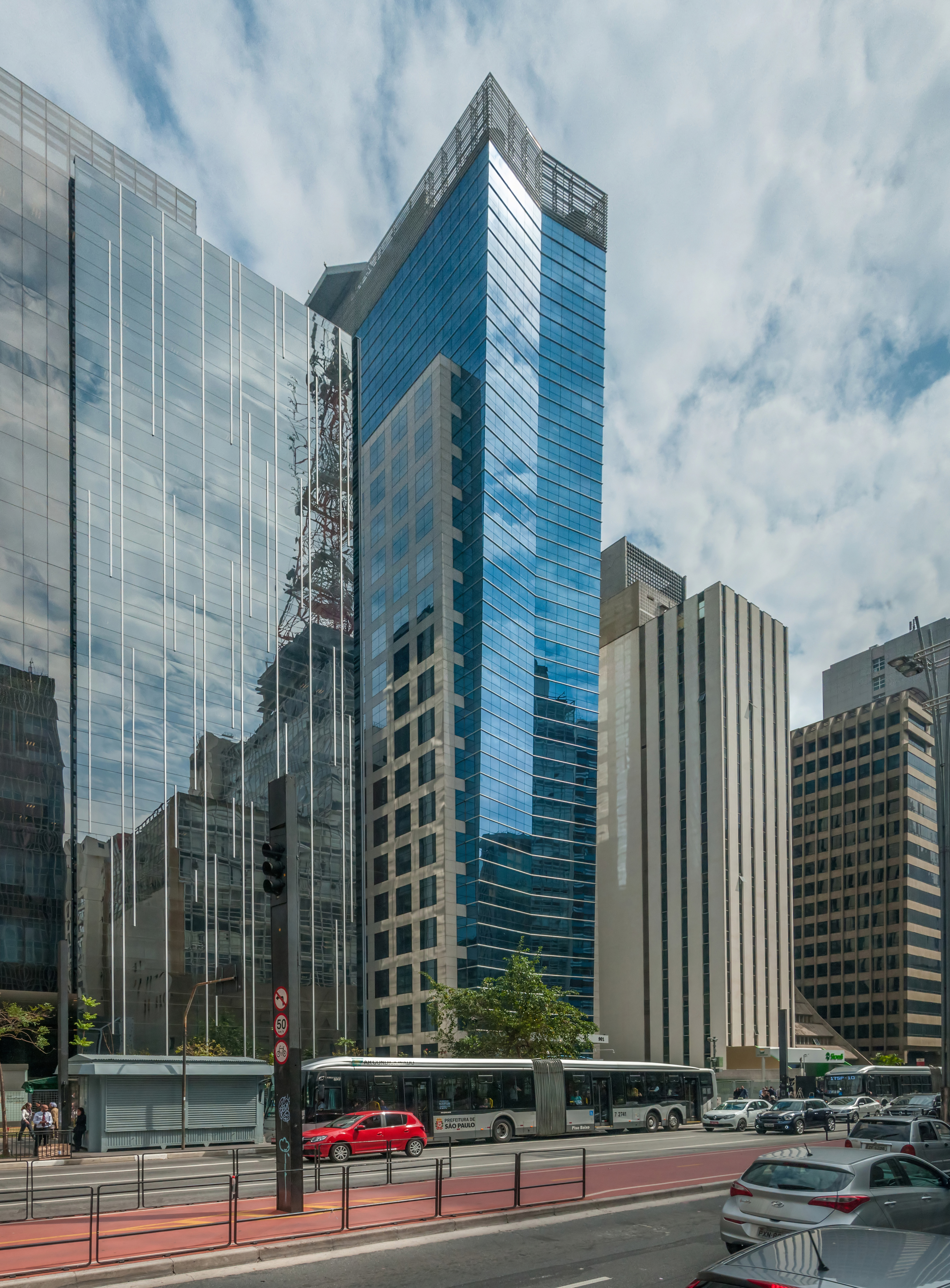
Gratacel que Petrobras té a l'Avinguda Paulista, en la ciutat de São Paulo.

El 2006, Petrobras va entrar dins del selecte grup d'empreses amb un valor de mercat borsari per sobre dels 100 bilions de dòlars. L'empresa mixta Petrobras va ser la societat de capital obert més lucrativa d'Amèrica Llatina en els nou primers mesos de l'any de 2007, segons va constatar la consultoria Economática, amb uns guanys de 8,95 bilions de dòlars. El segon lloc va ser per la minera brasilera Vale S.A., amb 8,48 bilions de dòlars.
L'any següent, l'empresa va veure com els beneficis van caure un 17% en relació als de 2006. En els deu anys del període 1997 - 2007, el valor de les accions de la Petrobras van pujar un 1.200%.
El 8 de novembre de 2007, després d'anunciar-se el descobriment de les reserves al camp Tupi, el valor internacional de mercat de Petrobras va pujar 28,3 bilions de dòlars en un únic dia. El seu nou valor internacional de mercat va passar a ser de 221,9 bilions de dòlars, situant a la Petrobras en la sisena posició entre les majors companyies que operaven als Estats Units.
El 2008, Petrobras va sobrepassar Microsoft, posicionant-se com la tercera major empresa del continent americà en valor de mercat, segons Economática. En setembre de 2010, per tal d'aconseguir financiament propi per incrementar l'explotació de Pré-sal, la Petrobras va realitzar una capitalització de 120 bilions R$, a través d'una oferta d'accions en el mercat financer, la major que s'havia realitzat al món. El 2011, l'empresa va trencar dos rècords més de benefici líquid: 10,94 biions de reals en el segon trimestre de l'any i 21,9 bilions de reals en el primer semestre de l'any.
D'altra banda, l'octubre de 2013 la companyia va ser classificada com la més endeutada del món, segons un informe de Merrill Lynch. La consultora Economática va calcular el juny de 2015, que el deute de Petrobras s'havia incrementat en 100 bilions de reals, a causa de l'alça del dòlar.
El setembre de 2015, Petrobras va anunciar pèrdues de 3,8 bilions de reals, justificant-ho en una sèrie de factors, com els efectes de la depreciació del canvi dòlar/real, que va generar majors despeses financeres. També hagué de respondre a uns processos judicials, laborals i tributaris, amb un cost total de 2,3 bilions de reals. Un altre punt destacat per l'estatal va ser el total de despeses originades en pous deficitaris (uns 668 milions de reals) i també va tenir una despesa addicional, de 270 milions de reals, per la finalització de concessions de camps petrolífers.

#### Resultats del període 2008-2013
| Any  | Benefici net (bilions R$) | Facturació neta (bilions R$) | Patrimoni (bilions R$) | Endeutament (bilions R$) | Producció de petroli (milions bpd) |
| ---- | ------------------------- | ---------------------------- | ---------------------- | ------------------------ | ---------------------------------- |
| 2013 | 23,57                     | 304,89                       | 752                    | 249                      | 1,931                              |
| 2012 | 21,18                     | 281,37                       | 669                    | 181                      | 1,980                              |
| 2011 | 33,31                     | 244,18                       | 599                    | 136,6                    | 2,170                              |
| 2010 | 35,19                     | 211,84                       | 516                    | 100,9                    | 2,156                              |
| 2009 | 28,98                     | 182,71                       | 350                    | 86,9                     | 2,113                              |
| 2008 | 32,99                     | 215,12                       | 292                    | 50,9                     | 1,980                              |

### Logos
La marca Petrobras s'escrivia, fins a la dècada dels 90, amb accent a la lletra a: Petrobrás. Quan es va començar a estudiar el seu pas als mercats internacionals, es va pensar en fer un rebranding per facilitar la lectura i escrita fora del país. Es va proposar canviar el seu nom per Petrobrax. Finalment, es va decidir deixar el nom igual, només traient-li l'accent.

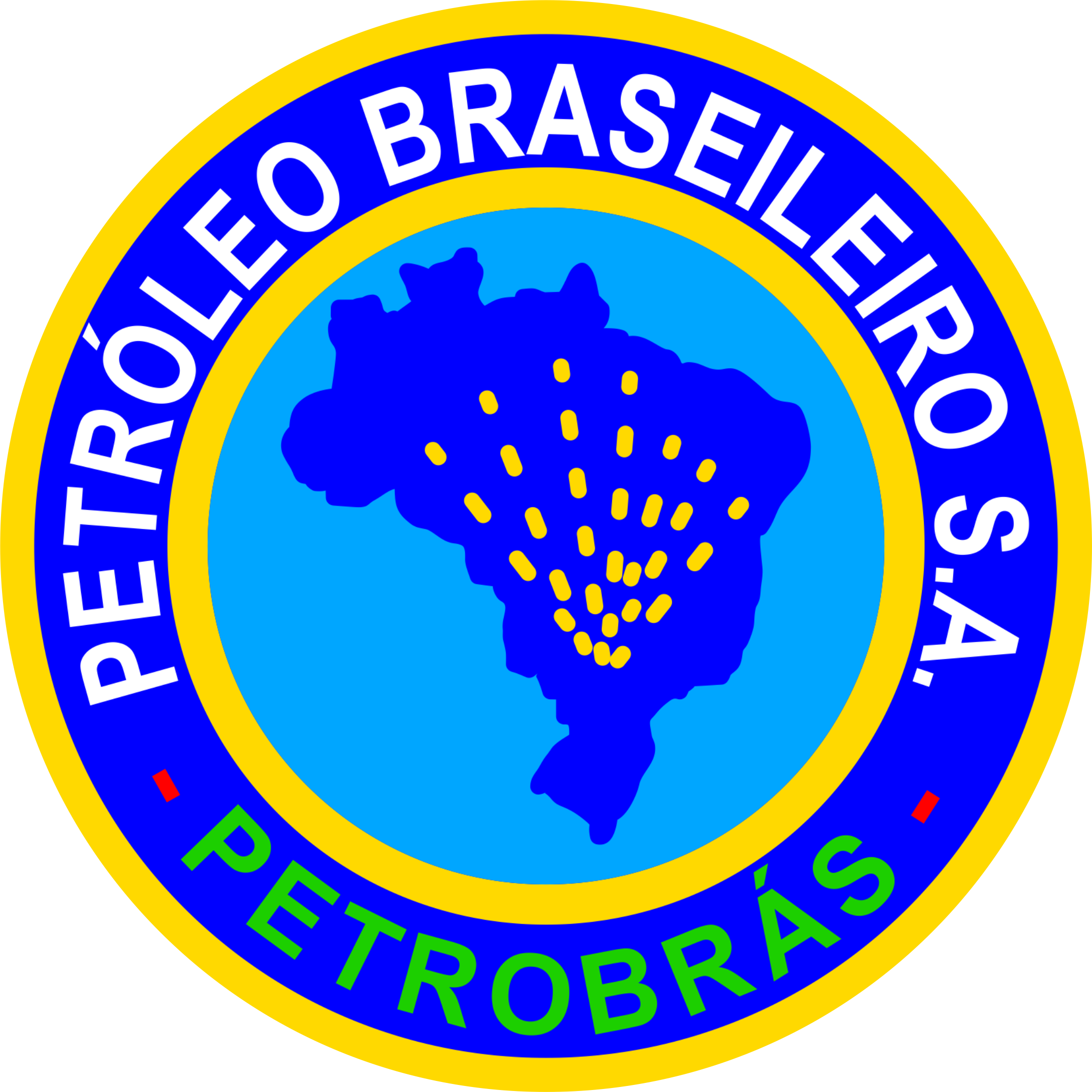
Emblema clàssic emprat pels mitjans durant els primers anys de l'empresa.
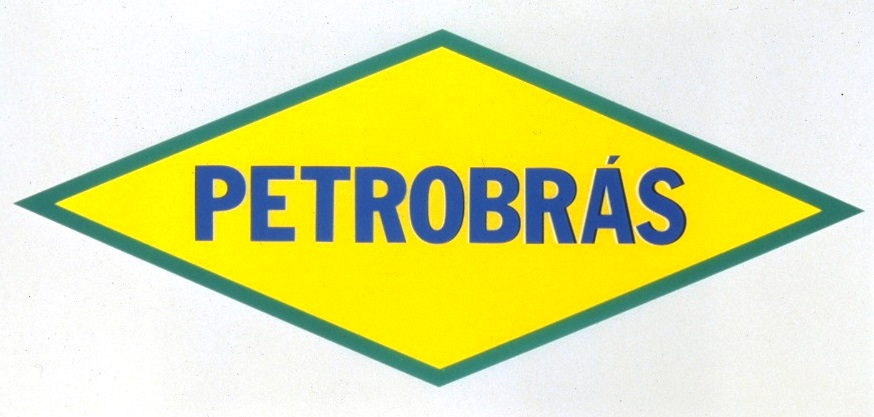
Logo utilitzat des de 1958 fins a l'octubre de 1972.
Logo emprat durant la dècada de 1980.
Logotip oficial des de 1994.

## Explotació de petroli

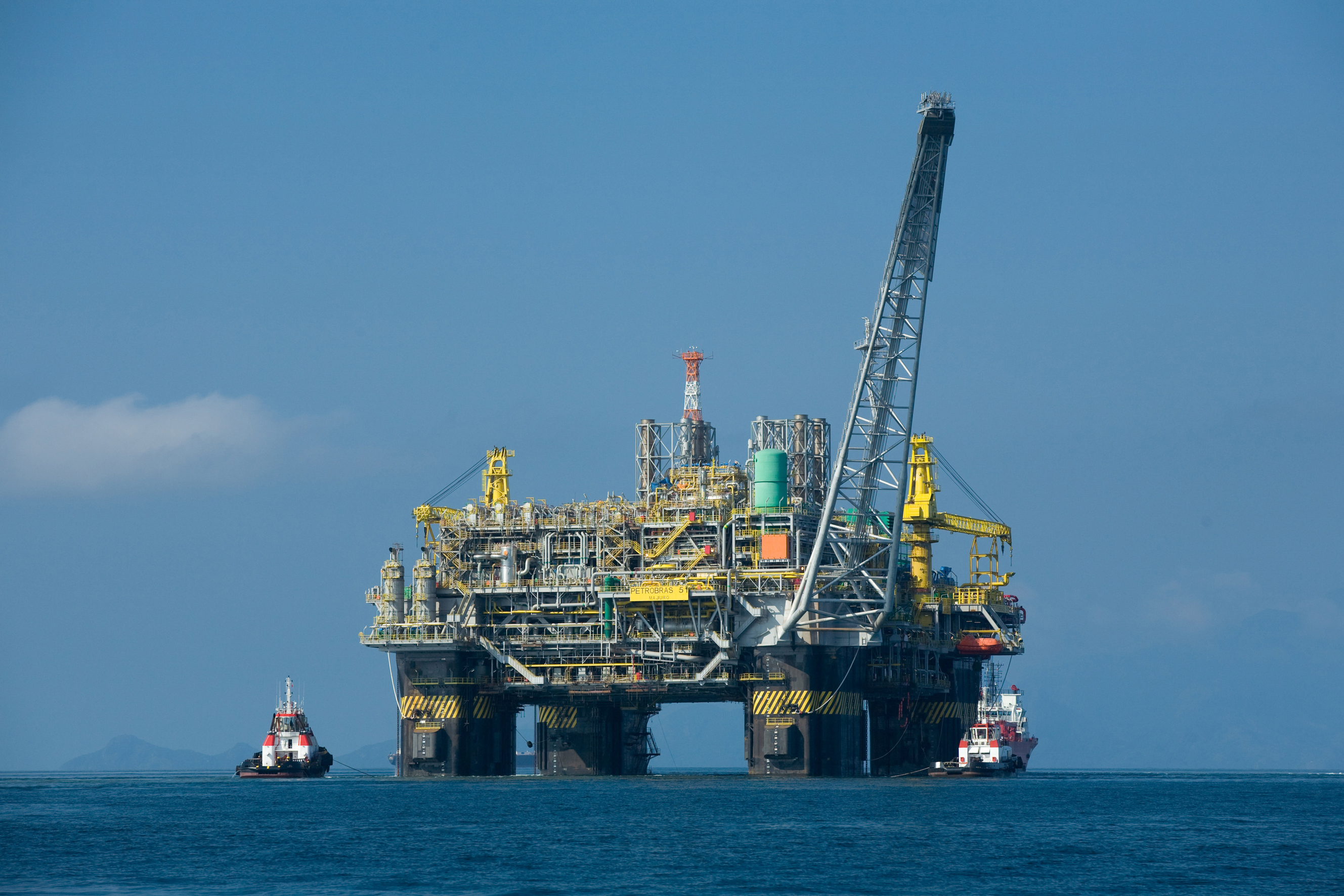
Plataforma petrolífera P-51, de Petrobras

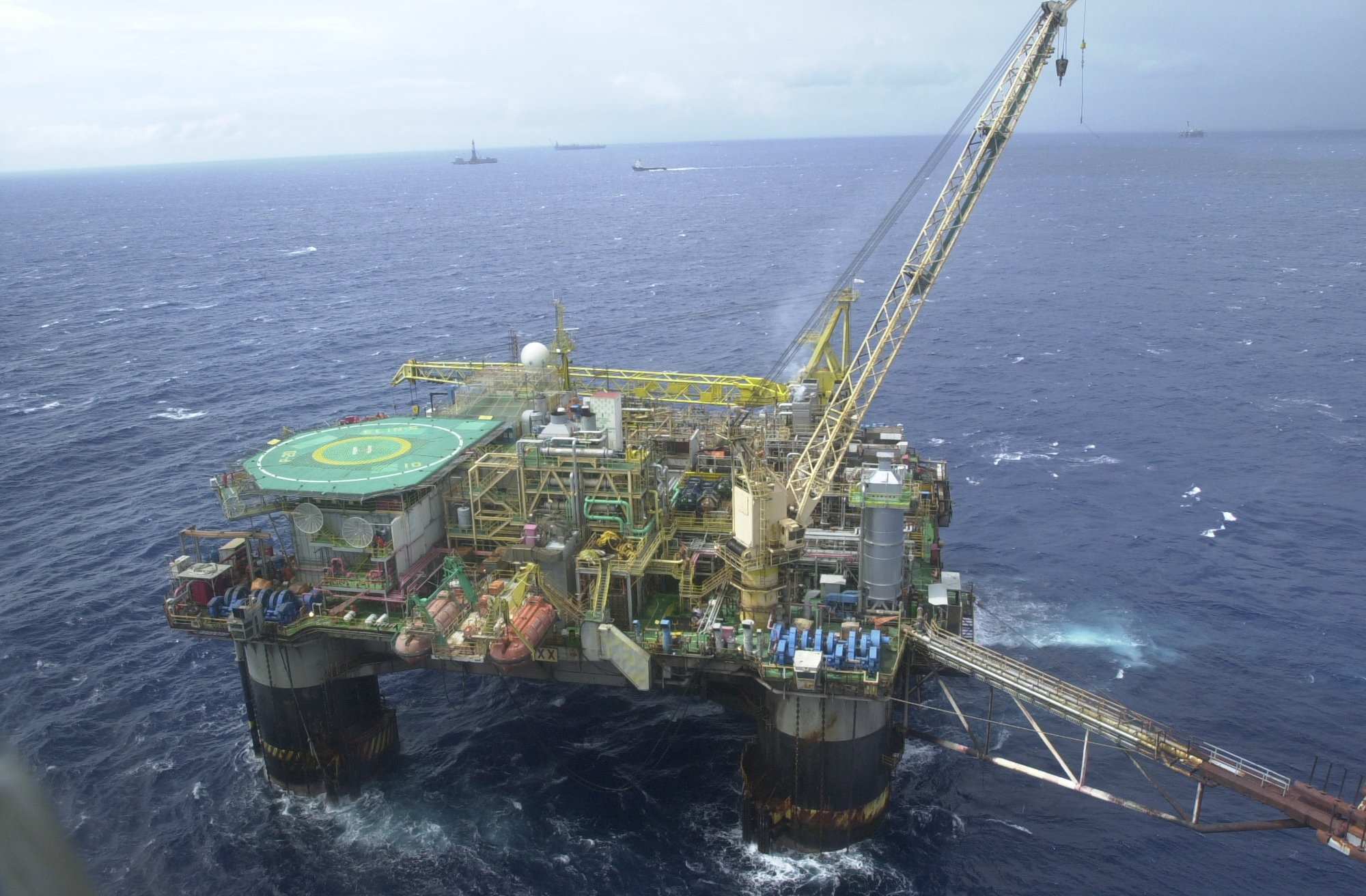
Plataforma petrolífera P-20, de Petrobras

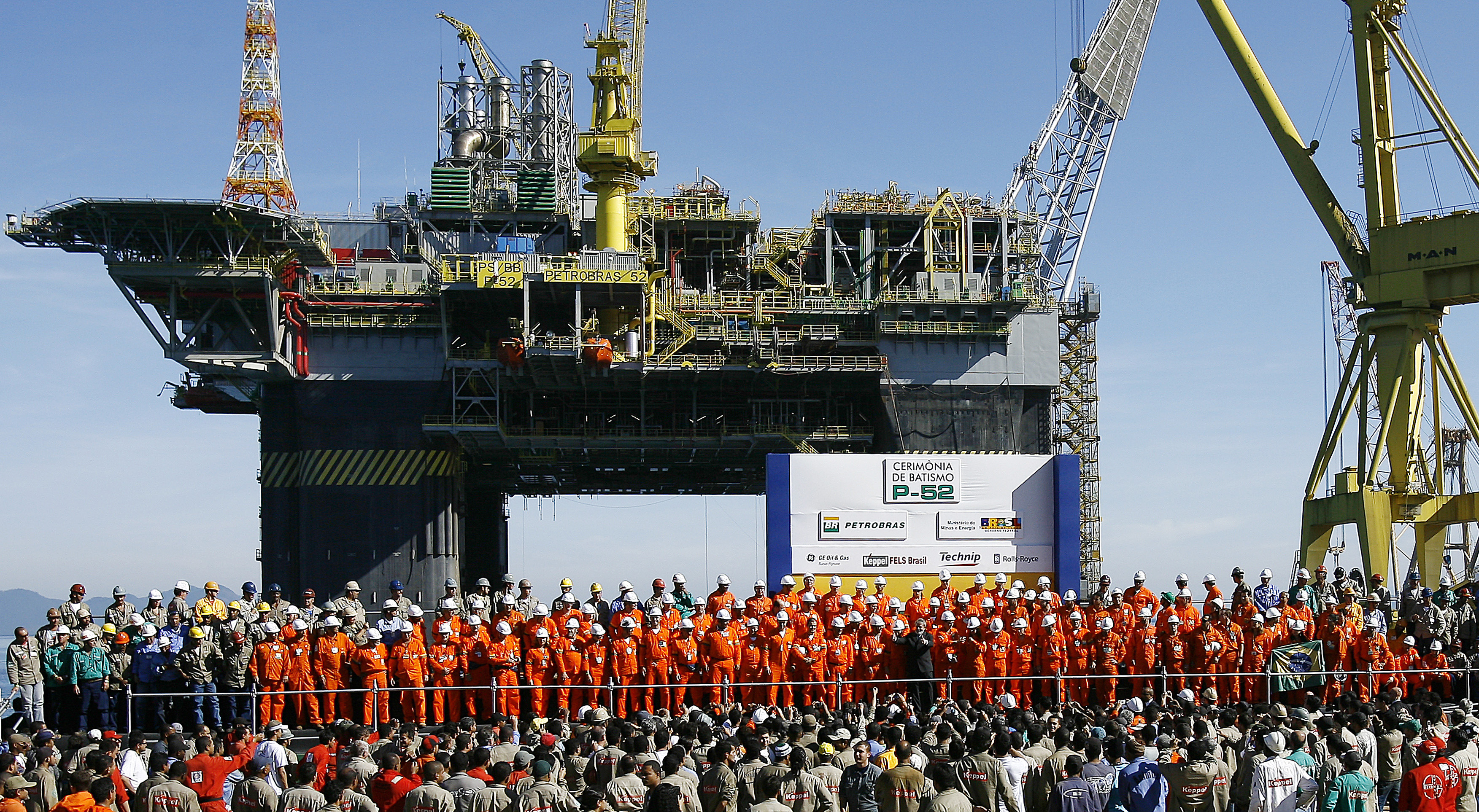
Cerimònia d'inauguració de la plataforma P-52 de Petrobras, aAngra dos Reis (RJ).

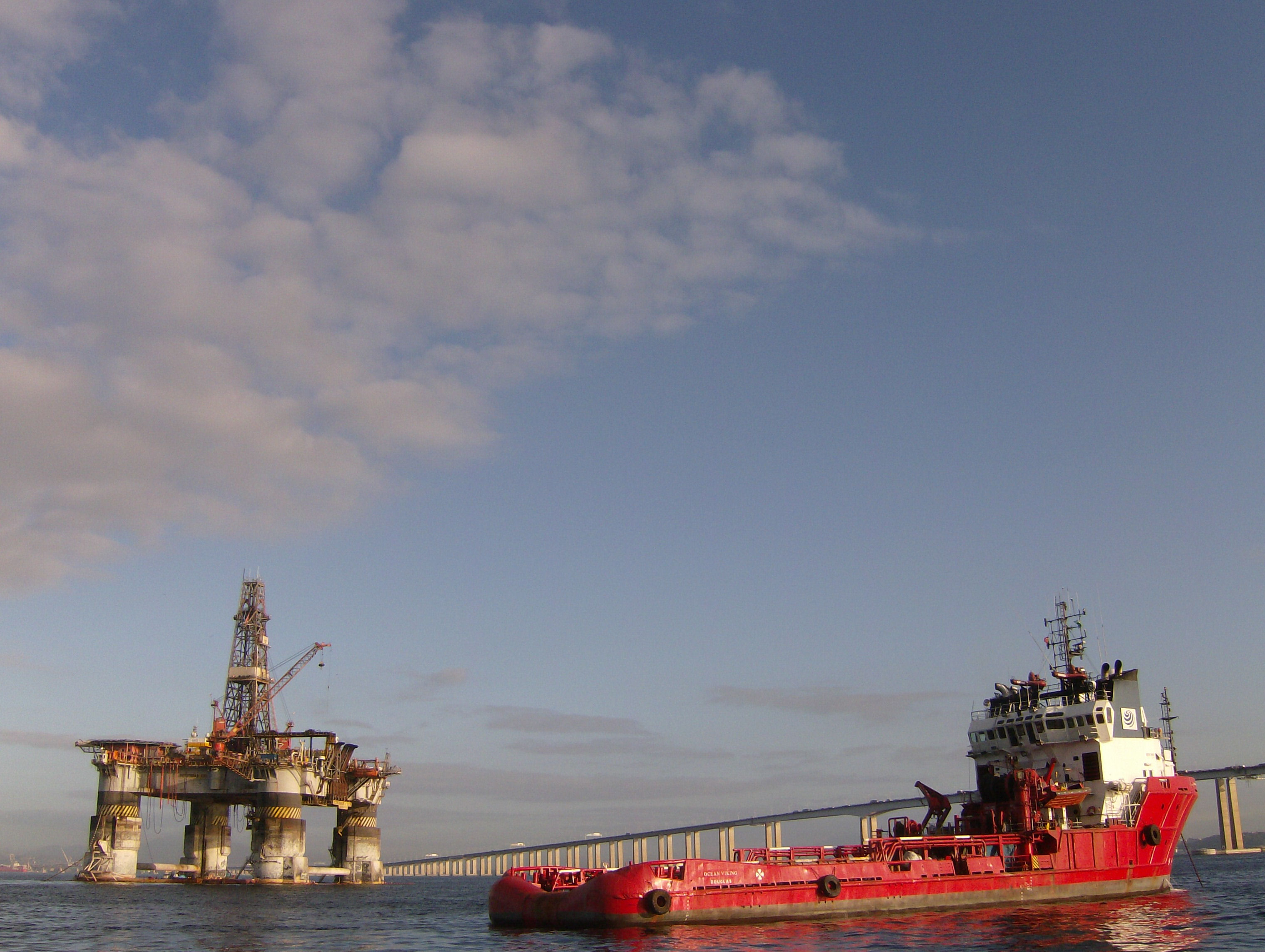
Plataforma de l'empresa pròxima al pont Rio - Niterói

### Aigües profundes
Petrobras és un referent internacional en l'explotació de petroli en aigües profundes, per a la qual va desenvolupar tecnologia pròpia, pionera en el món, sent la líder mundial d'aquest sector. El seu projecte Roncador va rebre, en març de 2001, el Distinguished Achievement Award - OTC'2001.
La Petrobras va batre successius rècords de profunditat en pous a làmina d'aigua en extracció de petroli:
- 174 m en 1977, camp Enchova EN-1 RJS
- 189 m en 1979, camp Bonito RJS-36
- 293 m en 1983, camp Piraúna RJS-232
- 383 m en 1985, camp Marimbá RJS-284
- 492 m en 1988, camp Marimbá RJS-3760
- 781 m en 1992, camp Marlim MRL-9
- 1.027 m en 1994, camp Marlim MRL-4
- 1.709 m en 1997, camp Marlim MLS-3
- 1.853 m en 1999, camp Roncador RJS-436
- 1.877 m en 2000, camp Roncador RO-8
- 1.886 m en 2003, camp Roncador RO-21.[85]

L'any 2007, Petrobras va obtenir el rècord mundial de profunditat en perforació marítima, amb un pou a làmina d'aigua de 2.777 metres. Petrobras exporta tecnologia d'explotació en aigües profundes per a diversos països.

### Plataformes petrolíferes
La P-50 és un FPSO, sigles de Floating, Production, Storage and Offloading, unitat que posseeix la capacitat de produir, processar, emmagatzemar i descarregar oli i gas. Localitzada al camp d'Albacora Est, al nord de la Conca de Campos (RJ), la P-50 és la unitat flotant de major capacitat del Brasil, produint un màxim de 180 mil barrils diaris de petroli, podent comprimir sis milions de m3 de gas natural o emmagatzemar 1,6 milions de barrils de petroli. La plataforma té una llargada de 337 metres, un calat de 21 metres i 55 metres d'altura total (equivalent a la d'un edifici de divuit plantes).
Per la seva part, la P-55, la major del tipus semisubmergible, actua al camp de Roncador (conca de Campos), on resta ancorada a una profunditat de 1.800 metres i va ser connectada a 18 pous. Va tenir una producció de 180 mil bpd i 4,5 milions de metres cúbics de gas natural per dia. La construcció va costar gairebé 2.000 milions de dòlars. El casc va ser muntat a les drassanes de Suape a Pernambuco i es va transportar a les drassanes de Rio Grande (Rio Grande do Sul), on va enllestir-se l'acoblament del casc amb les altres parts pre-muntades, com la coberta, amb un pes estimat de 17 mil tones. El projecte va seguir el mateix model que les plataformes P-53 i P-58, les primeres plataformes que van ser muntades, tot i que només parcialment, en territori brasiler.
Petrobras ha seguit una línia de treball que prioritza el manteniment qualitatiu de les seves plataformes, que el permet ampliar la seva vida útil. Per exemple, la companyia calcula que les plataformes P-55 i P-62 podran continuar en servei 10 anys més del previst.

### Camp petrolífers

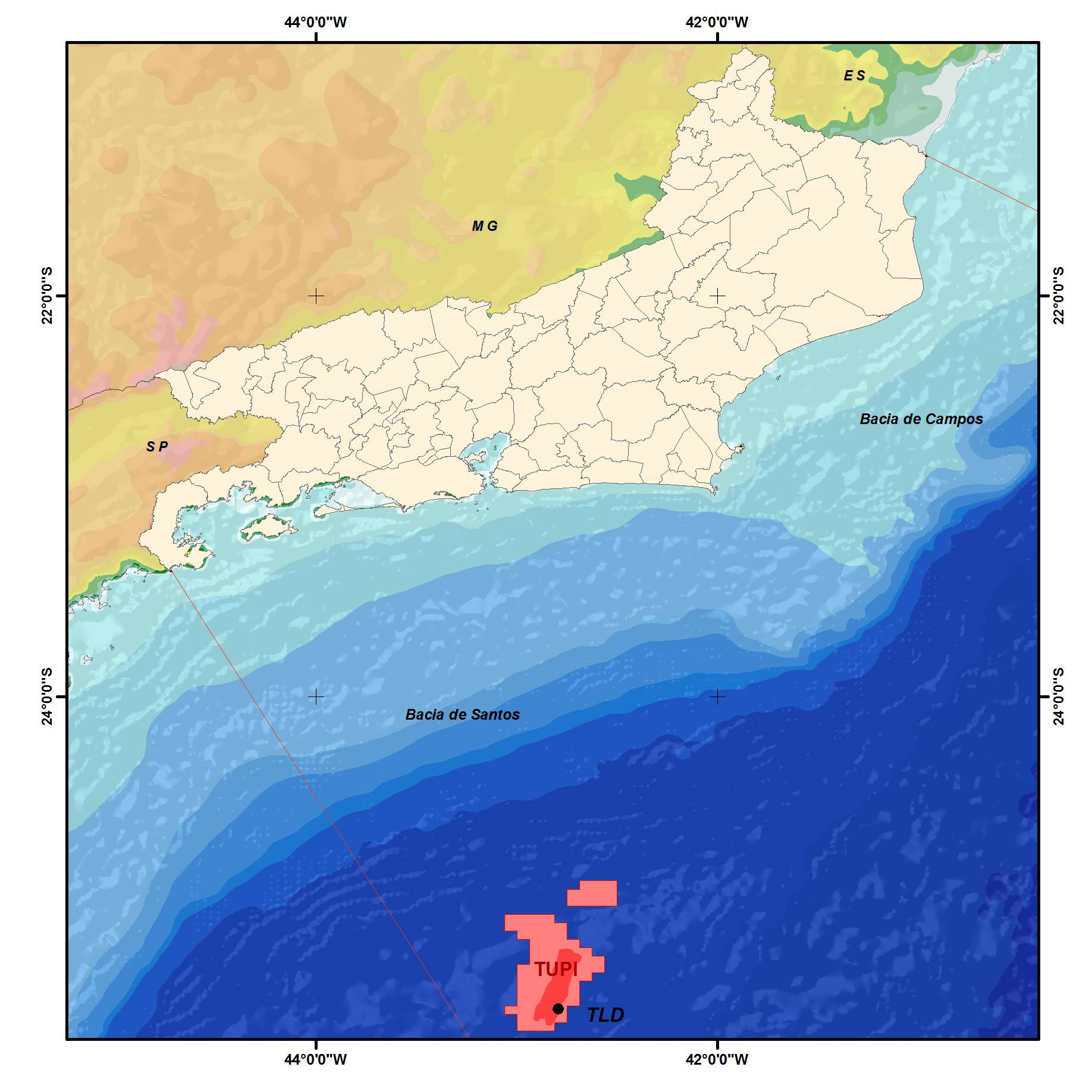
Localització del Camp petrolífero Tupi, davant el litoral sud de l'estat de Rio de Janeiro.

Petrobras va ser la primera empresa petrolífera del món a explotar la Pré-sal, una capa que queda sota prop de 2.000 metres de sal, dipositat en el subsòl del jaç oceànic. La Petrobras ja ha identificat almenys deu reserves potencials per explotar petroli sota la crosta de sal, contenint reserves estimades de 12 bilions boe. En el bloc BM-S-11, on estan els pous gegants Tupi i Tupi Sud, s'han trobat dos jaciments més, batejats com Iara i Iracema. L'empresa portuguesa Petrogal té participació del 10% de Tupi. A més de Tupi, Tupi Sud, Iara i Iracema, la Petrobras i els seus associats van trobar petroli al pou Carioca (BM-S-9).
La companyia va anunciar, el 22 d'agost de 2008, que el cost d'extracció per barril de les reserves de petroli del pré-sal serà "extremadament econòmic", d'acord amb Antônio Carlos Pinto, gerent de concepció de projectes de l'empresa. L'1 de maig de 2009, l'empresa va iniciar la producció de petroli del Pré-sal a Tupi, en un procediment anomenat "prova de llarga durada". La producció va ser interrompuda en juliol, però va ser represa en setembre de 2009, sense efectes concrets fins al moment.
El consultor de l'àrea de petroli Arthur Berman, en un article a la revista World Oil, va estimar que el potencial del bloc BM-S-9 ("Carioca"), seria cinc vegades major que el camp de Tupi, uns 33 bilions de barrils, reconeixent que aquest nombre és "altament especulatiu", però que es tractava d'"una sensació creíble". El BM-S-9 és operat per un consorci entre Petrobras, que posseeix el 45%, la companyia British Gas, amb el 30% i Repsol, que té el 25% restant. Lima va declarar que, de concretar-se, "seria el major descobriment fet en els últims 30 anys i seria també el tercer major camp del món de l'actualitat." Aquest comentari va generar una gran especulació en el mercat de petroli.

### Refineries
- Regió Nord

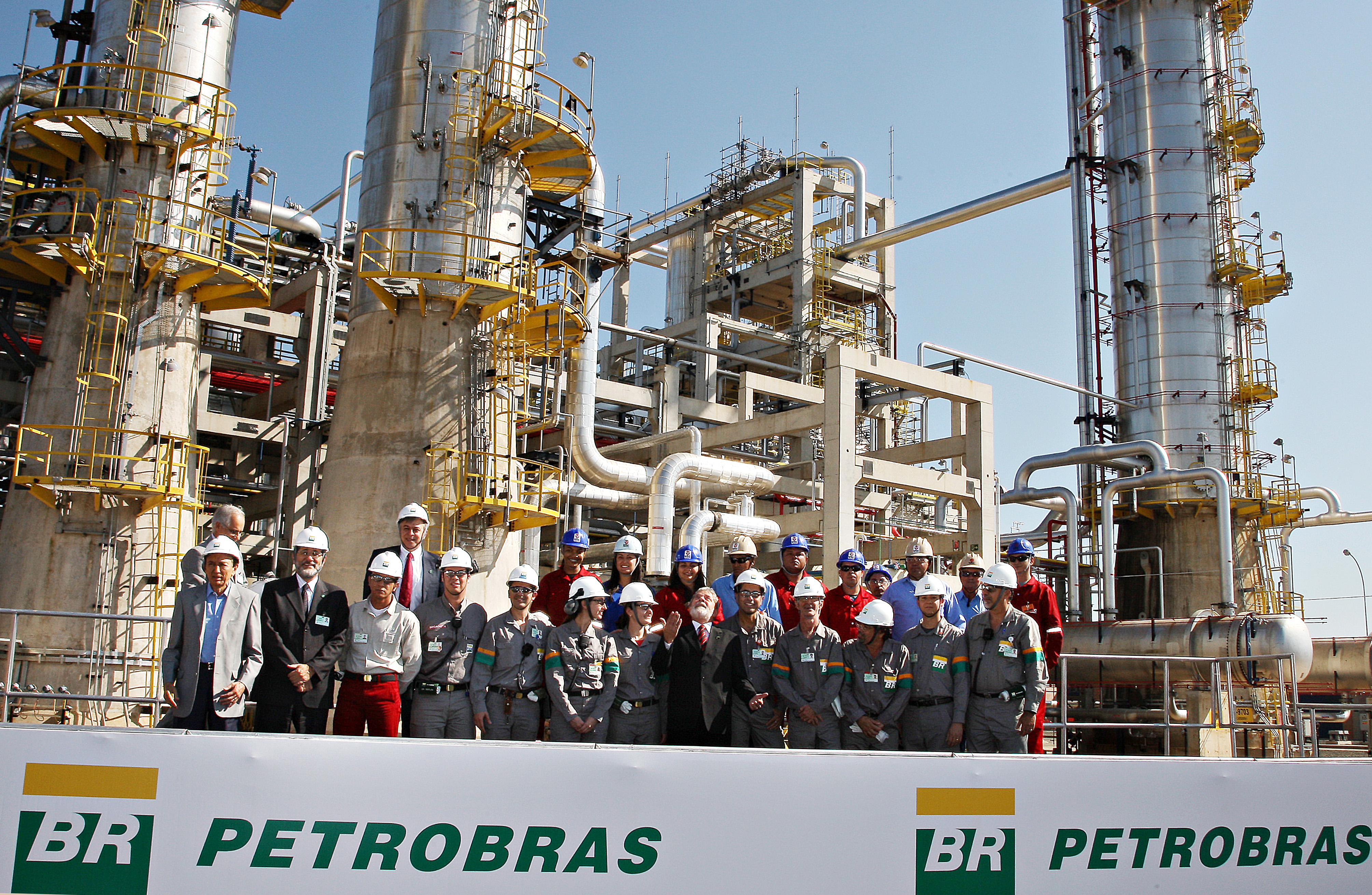
REPLAN, en Paulínia, São Paulo, la major refineria de processament de petroli de Petrobras.

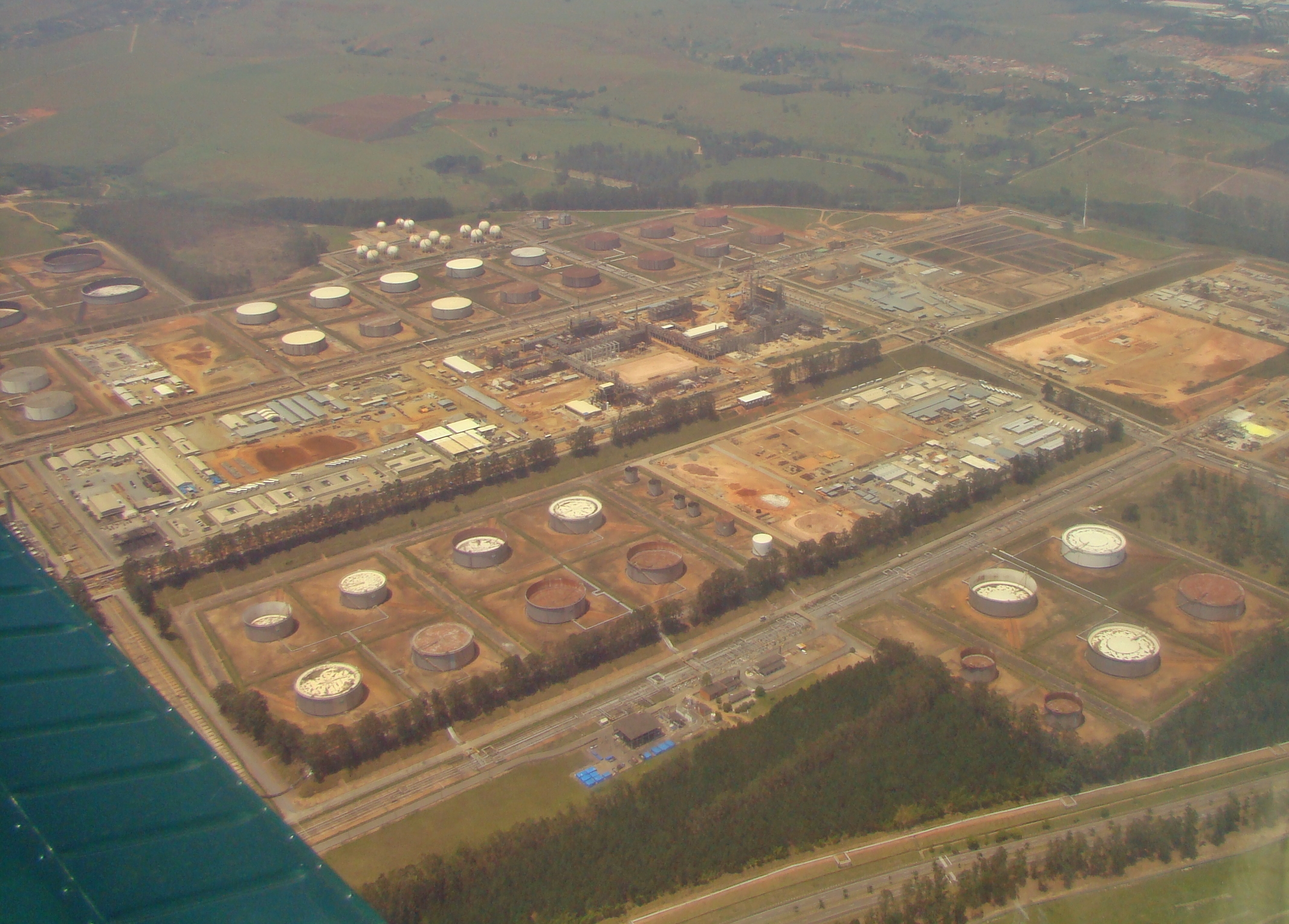
Vista aèria de la Refineria Henrique Lage, a São José dos Campos (SP).

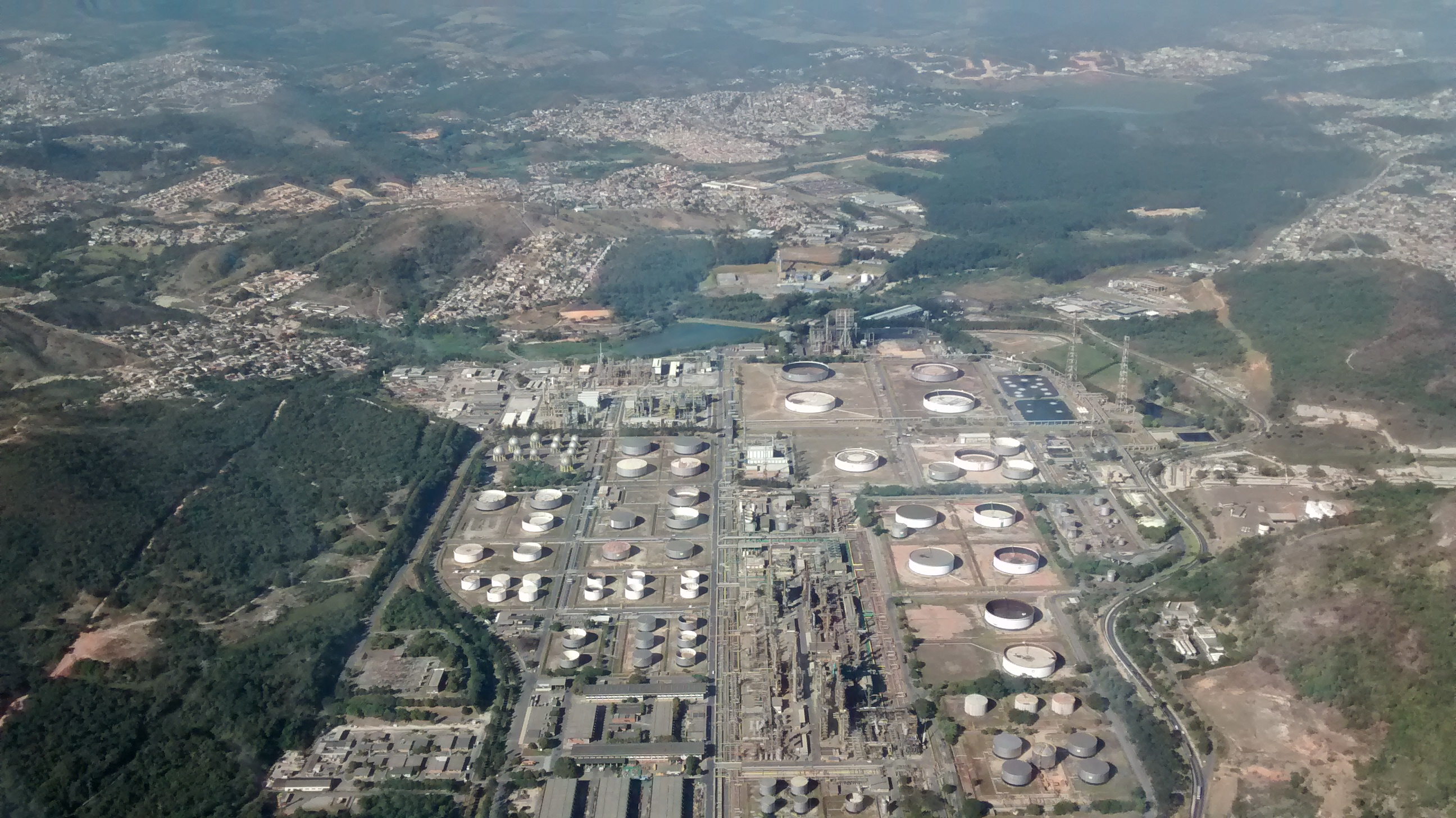
Refineria Gabriel Passos, entre Betim i Ibirité, Minas Gerais.

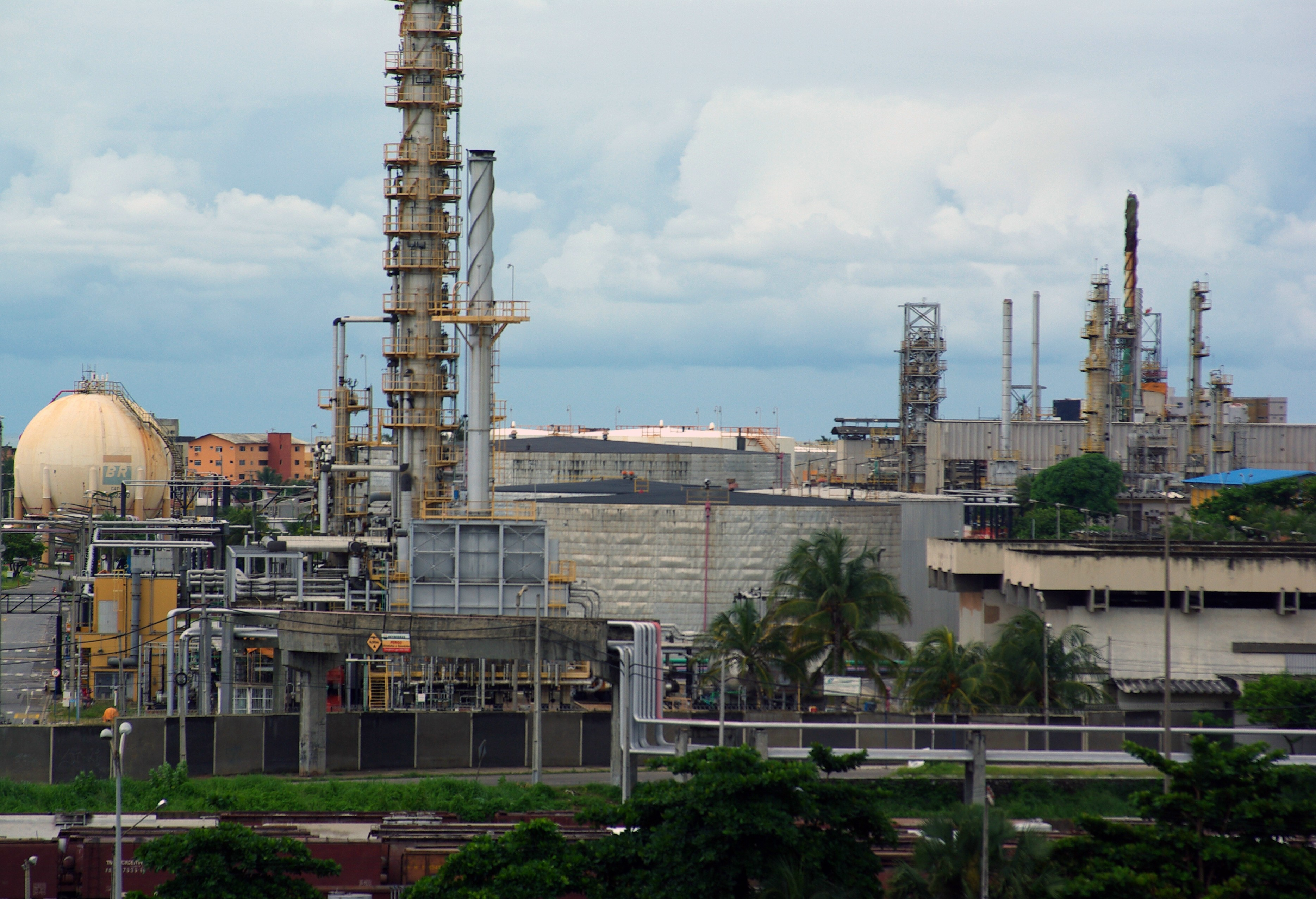
Refineria al port Mucuripe de Fortaleza, Ceará.

  - REMAN - Refineria Isaac Sabbá - Manaus (Amazonas) - 46.000 bpd
- Regió Nord-est
  - RLAM - Refineria Landulpho Alves - São Francisco do Conde (Bahia) - 323.000 bpd
  - RPCC - Refineria Potiguar Clara Camarão - Guamaré (Rio Grande do Norte) - 37.700 bpd
  - LUBNOR - Lubrificantes e Derivados de Petróleo do Nordeste - Fortaleza (Ceará) - 8.000 bpd
  - RNEST - Ipojuca (Pernambuco) - 230.000 bpd
- Regió Sud-est
  - REGAP - Refineria Gabriel Passos - Betim (Minas Gerais) - 150.000 bpd
  - REPLAN - Refineria de Paulínia - Paulínia (São Paulo) - 415.000 bpd
  - REVAP - Refineria Henrique Lages - São José dos Campos (São Paulo) - 252.000 bpd
  - RPBC - Refineria Presidente Bernardes - Cubatão (São Paulo) - 178.000 bpd
  - RECAP - Refineria de Capuava - Mauá (São Paulo) - 53.000 bpd
  - REDUC - Refineria de Duque de Caxias - Duque de Caxias (Rio de Janeiro) - 239.000 bpd
  - COMPERJ - Itaboraí (Rio de Janeiro) - 165.000 bpd
- Regió Sud
  - REPAR - Refineria Presidente Getúlio Vargas - Araucária (Paraná) - 207.563 bpd
  - REFAP - Refineria Alberto Pasqualini - Canoas (Rio Grande do Sul) - 201.280 bpd
- Exterior
  - Eliçabe - Buenos Aires (Argentina) - 31.200 bpd
  - San Lorenzo - San Lorenzo (Argentina) - 37.700 bpd
  - REFINOR - Província de Salta (Argentina) - 28.975 bpd
  - PRSI - Pasadena (Estats Units) - 106.000 bpd
  - Okinawa - Illa d'Okinawa (Japó) - 100.000 bpd
- Altres unitats
  - FAFEN-BA - Camaçari (Bahia) - Producció d'amoniac, urea, àcid nítric i CO²
  - FAFEN-ES - Laranjeiras (Sergipe) - Producció d'amoniac, urea, àcid nítric, hidrogen i CO²
  - FAFEN-PR - Araucaria (Paraná) - Producció d'amoniac, urea i Arla 32
  - SIX - São Mateus do Sul (Paraná) - 5.880 tones d'esquist

### Centrals termoelèctriques
A partir de 2000, Petrobras va començar a construir termoelèctriques, pretenent complementar la producció nacional d'energia elèctrica, especialment en els períodes de pic de consum.
| Potència | Estat | Nom                                                  |
| -------- | ----- | ---------------------------------------------------- |
| 220 MW   | CE    | TermoCeará (UTE-TCE, Caucaia)                        |
| 32 MW    | BA    | Bahia I (UTE-BA-I, Camaçari)                         |
| 138 MW   | BA    | Rômulo Almeida (UTE-RA, Camaçari)                    |
| 186 MW   | BA    | Celso Furtado (UTE-CF, São Francisco do Conde)       |
| 323 MW   | RN    | Jesus Soares Pereira (UTE-JSP, Alto do Rodrigues)    |
| 226 MW   | MG    | Aureliano Chaves (UTE-ACH, Ibirité)                  |
| 87 MW    | MG    | Usina Termelétrica de Juiz de Fora (Juiz de Fora)    |
| 386 MW   | MS    | Luiz Carlos Prestes (UTE-LCP, Três Lagoas)           |
| 923 MW   | RJ    | Mário Lago (UTE-MLG, Macaé)                          |
| 1.058 MW | RJ    | Governador Leonel Brizola (UTE-GLB, Duque de Caxias) |
| 386 MW   | RJ    | Barbosa Lima Sobrinho (UTE-BLS, Seropédica)          |
| 219 MW   | SP    | Piratininga (São Paulo)                              |
| 576 MW   | SP    | Fernando Gasparian (UTE-FEG, Pedreira)               |
| 484 MW   | PR    | UEG Araucária (Araucária)                            |
| 161 MW   | RS    | Sepé Tiaraju (UTE-ST, Canoas)                        |
| 95 MW    | AM    | Tambaqui (Manaus)                                    |
| 76 MW    | AM    | Jaraqui (Manaus)                                     |
| 150 MW   | BA    | Arembepe (Camaçari)                                  |
| 529 MW   | MT    | Cuiabá (Cuiabá)                                      |
| 152 MW   | BA    | Muricy (Camaçari)                                    |
| 344 MW   | RJ    | Baixada Fluminense (UTE-BF, Seropédica)              |

El 2013, van ser generats de mitjana 4.043 MW d'energia elèctrica per al Sistema Interligado Nacional (SIN).

## Patrocini

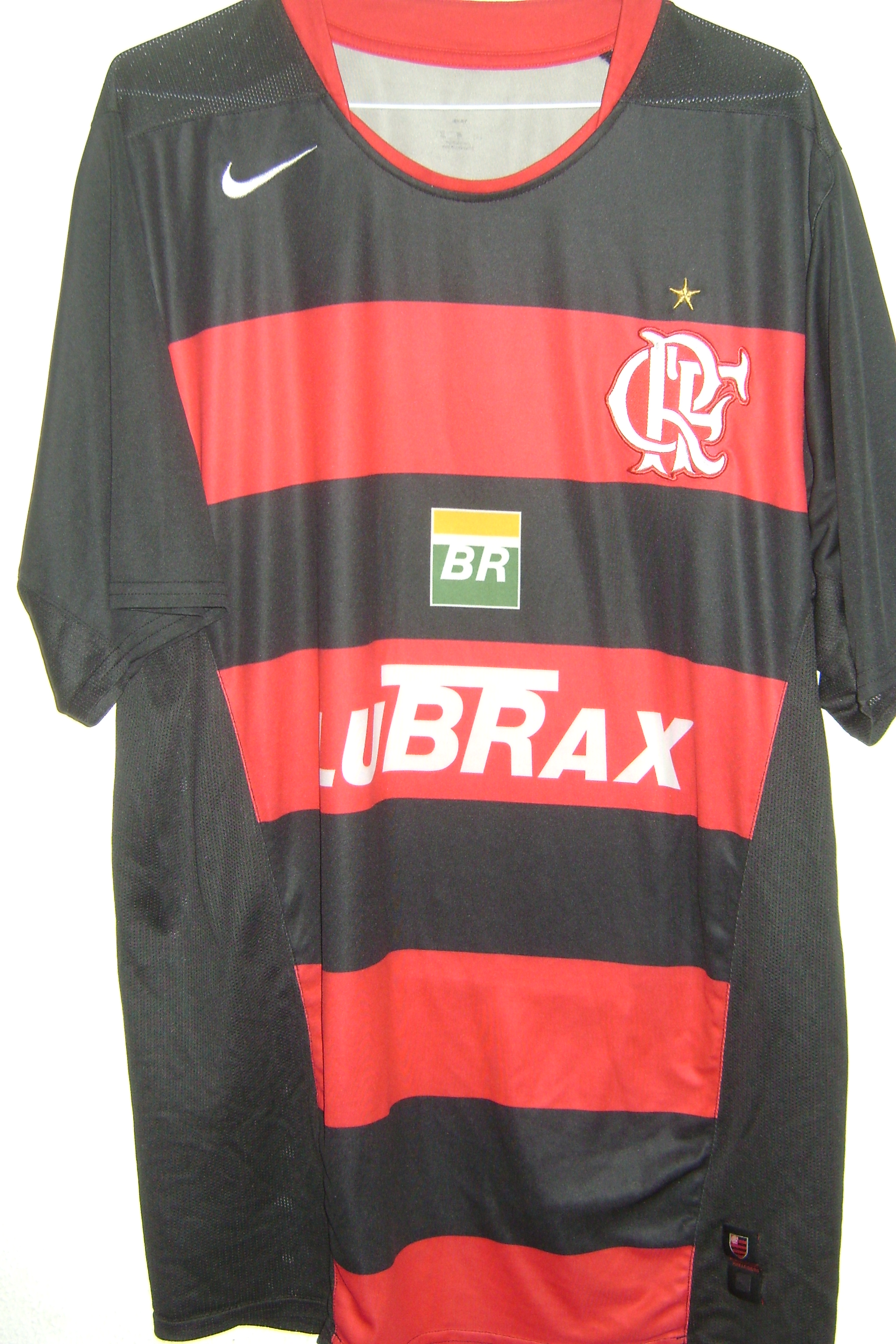
Samarreta del Flamengo amb el patrocini del grup Petrobras.

Petrobras va ser patrocinadora principal de l'equip de futbol de la lliga brasilera Flamengo. Va ser col·laboradora del club des de 1984 fins al 2 d'abril de 2009, quan el Flamengo va oficialitzar la sortida del patrocinador; aquesta va ser la col·laboració més llarga del futbol brasiler. Des de 2011, la pròpia empresa patrocina el Campionat Brasiler de Futbol de les Sèries A i B.
En Fórmula 1, l'estatal va subministrar combustible i lubricants entre 1981 i 1982 a l'equip Fittipaldi. Entre 1998 i 2008, va patrocinar l'equip Williams i també va subministrar lubricants per a la Jordan (2001-2002). Petrobras va signar un contracte amb Williams i Mercedes l'any 2015 per desenvolupar un nou combustible automobilístic i lubricants, acord que va concloure el 2016. El 2018, la petroliera va tancar un acord de cooperació i col·laboració tècnica amb l'equip britànic McLaren, amb l'objectiu de que, en 2019, Petrobras subministrés combustibles a l'escuderia.
A més de la F-1, Petrobras també ha patrocinat equips de la Stock Car, Fórmula Truck, F-3 Sud-americana i la CART Series.
Encara en l'àrea de competicions a motor, manté equips en el famós Ral·li Dakar des de 1987, en les categories de camions, cotxes i motos, sota la denominació Equipe Petrobras Lubrax, la marca internacional de la companyia més utilitzada en el món automobilístic. El mateix equip també comptabilitza participacions en totes les edicions del brasiler Rally dos Sertões. En totes dues competicions, col·lecciona diverses victòries. Petrobras és el patrocinador principal del Campionat Brasiler de Marques i Pilots d'automobilisme, ara denominat Copa Petrobras de Marques.
L'empresa també té un paper destacat en accions de patrocini en àrees socials, culturals i ambientals al Brasil.

## Controvèrsies

### El cas BR de 1989
L'any 1989, els mitjans van divulgar presumptes casos de corrupció en la companyia. La repercussió d'aquest reportatge va rendir als periodistes Ricardo Boechat, Aluízio Maranhão, Suely Caldas i Luiz Guilhermino el Premi Esso de Periodisme de 1989.

### Nacionalització a Bolívia

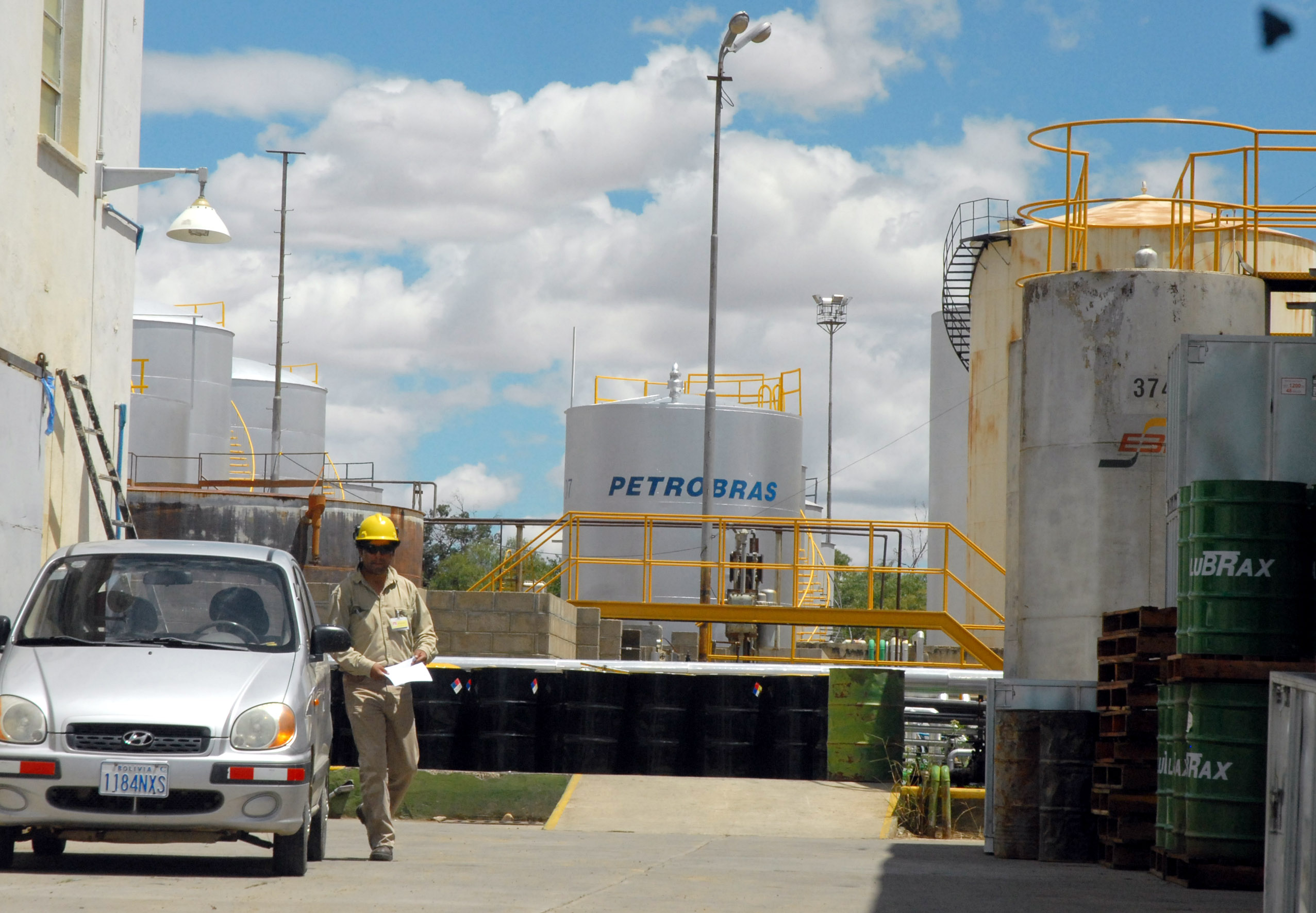
Refineria en Cochabamba, Bolívia, venuda a la YPFB el 2007.

El mes de maig de 2006, el president de Bolívia, Evo Morales, va anunciar la nacionalització de tots els camps de petroli i gas del país. Morales va ordenar l'ocupació de tots els camps per part de l'exèrcit bolivià. Petrobras va veure's profundament afectada per aquesta estatització; en aquella època, la filial boliviana tenia una gran importància en l'economia del país: l'empresa representava el 24% dels impostos industrials bolivians, el 18% del producte intern brut (PIB) del país i el 20% de les inversions estrangeres; l'estatal brasilera operava en el 46% de les reserves de petroli de Bolívia i era responsable del 75% de les exportacions de gas cap al Brasil. Petrobras havia invertit, entre 1994 i 2005, 1,5 bilions de dòlars en l'economia boliviana.
La nacionalització va afectar negativament la relació entre la petroliera i el govern bolivià. El 28 d'octubre de 2006, després d'una llarga negociació, Petrobras i l'executiu bolivià van arribar a un acord, pel qual l'empresa passaria a rebre només el 18% dels beneficis i el govern bolivià es quedaria amb la resta, quan fins llavors se'ls repartien al 50%.

### Refineria Pasadena a Texas
El mateix any 2006, Petrobras va pagar 360 milions de dòlars pel 50% de la refineria de Pasadena, que pertanyia a la belga Astra Oil. Dos anys després, brasilers i belgues van anar a judici i la Petrobras va veure's obligada a comprar la part que pertanyia a Astra Oil. L'adquisició de la refineria de Pasadena va acabar costant 1,18 bilions de dòlars, 27 cops més del que l'europea havia pagat per adquirir-la en el seu moment. De tota manera, el funcionament d'aquesta planta és positiu: durant el primer semestre de 2014 va ser l'única en registrar beneficis dintre del grup Petrobras, d'aproximadament 130 milions de dòlars, a causa del benefici de l'ús del petroli no convencional produït als Estats Units.

### Operació Lava Jato
L'Operació Lava Jato (en català, lava a jato significa autorrentat, rentat a pressió) és una instrucció de la Policia Federal de Brasil iniciada el 17 de març de 2014 per investigar un esquema de blanqueig de diners sospitosos de moure més de 10 bilions R$, que a hores d'ara s'estima en més del doble. L'operació va rebre aquest nom a causa de l'ús d'una xarxa d'autorrentats i benzineres on es movien aquests diners d'origen il·lícit.

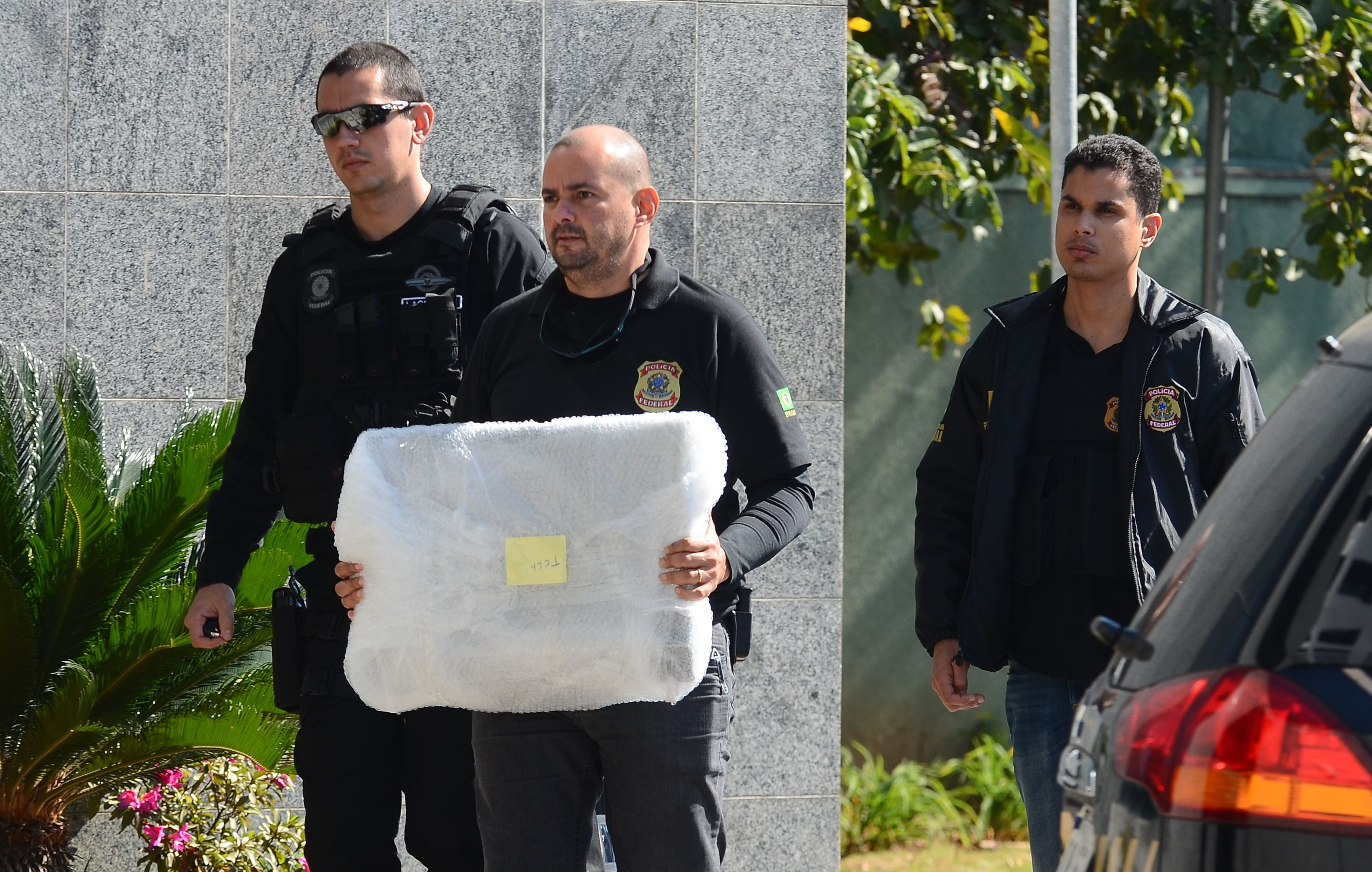
Policies durant la instrucció del cas Lava Jato.

Fins a l'abril de 2014, l'operació ja contava amb 46 persones investigades per crims de pertinença a organització criminal, crims contra el sistema financer nacional, falsedat documental i blanqueig de capital. 30 persones foren empresonades, entre elles l'empresari Alberto Youssef i l'exdirector de Petrobras Paulo Roberto Costa. L'exgerent Pedro Barusco va declarar que l'esquema de pagament de suborns a Petrobras va començar el 1997. En el seu testimoni a la comissió parlamentària que investigava aquest cas, el març de 2015, Barusco va declarar: "Vaig començar a rebre suborns entre 1997 i 1998. Va ser una iniciativa personal, junt amb l'apoderat de l'empresa. De manera generalitzada, [el cobrament de suborns] va donar-se a partir de 2004, no sé exactament el dia, però va ser a partir de llavors".
El 14 de novembre de 2014, van ser arrestats els presidents i directors de grans empreses del Brasil, com Construtora OAS, IESA Óleo e Gás, Camargo Corrêa Construções, UTC Engenheria o Construtora Queiroz e Galvão. Segons les investigacions de la Fiscalia de l'Estat, l'esquema de càrtel de les constructores en obres de Petrobras existia feia 15 anys com a mínim, i es van institucionalizar a partir de 2004. El desembre de 2014, Petrobras va impedir que les constructores implicades en la Lava Jato signessin nous contractes. En total, 23 empreses nacionals i estrangeres van veure's involucrades, entre elles Andrade Gutierrez, Camargo Corrêa, Construcap, Egesa, Galvão Engenheria, OAS, Promon Engenheria o UTC Enginyeria.
L'octubre de 2015, la brigada que portava la investigació de la Lava Jato havia identificat 10 bilions R$ en suborns, va recuperar 870 milions de reals, va bloquejar comptes corrents per 2,4 bilions R$ més i va arrestar 105 implicats en l'escàndol.
En novembre de 2015, la Policia Federal va estimar que el desviament de fons de la Petrobras podia estimar-se en 42 bilions R$, mentre que la petroliera n'havia reconegut oficialment només 6 bilions R$. L'estimació té com a base un informe pericial basat en taules que mostren els pagaments il·lícits que involucraven a les 27 empreses investigades per formar part del càrtel delictiu de Petrobras.

### Accidents ambientals
El 20 de març de 2001 es va enfonsar la Plataforma P-36, considerada, fins aquell moment, la major del món. Segon l'Agència Nacional del Petroli (ANP) del Brasil, l'accident va ser causat per "no-conformitats pel que fa a procediments operacionals, de manteniment i de projecte".
El 6 de setembre de 2012, un accident d'un camió cisterna en la Carretera Dr. Manuel Hipólito Rego (estat de São Paulo) va causar el vessament de 15.000 litres d'oli diesel. El vessament va afectar greument diverses rieres de la zona, a més de la platja de Maresias, a São Sebastião. La CETESB (l'agència ambiental paulista) va aplicar a Petrobras i a la transportista una multa d'aproximadament 92.000 reals a cada empresa.
El 5 d'abril de 2013, va haver-hi una fuita de 3.500 litres de combustible marítim a la Terminal Marítima Almirante Barroso (litoral de São Paulo) afectant a catorze platges de les ciutats de São Sebastião i Caraguatatuba. En aquest cas, la CETESB va sancionar Petrobras amb una multa de 10 milions R$, a més de denunciar l'empresa per crim ambiental. L'ajuntament de São Sebastião va aplicar a la petroliera una multa addicional de 50 mil R$.
Just un mes després, el 5 de maig de 2013, una fuita de 49.000 litres de dièsel ocorregut en una oleoducte de la Transpetro a São José do Barreiro (SP) va afectar els rius Formoso, Sesmaria i Paraíba do Sul i va causar la interrupció total o parcial del proveïment d'aigua a les ciutats de Barra Mansa, Barra do Piraí, Pinheiral, Porto Real, Quatis i Volta Redonda. Les classes a les escoles públiques d'aquests municipis van ser suspeses a causa de la falta d'aigua. La taca d'oli va estendre's prop de trenta quilòmetres. Segons l'Agència de Medi Ambient de Resende (AMAR), una vàlvula del conducte s'hauria danyat en el transcurs d'un furt de dièsel i això hauria provocat la fuita. Els òrgans ambientals van informar que 40.100 litres de dièsel van poder ser recollits i que es continuaria treballant per a eliminar els residus existents en el sòl i l'aigua.
El 28 de novembre de 2013, un incendi causat per una explosió a la unitat de destil·lació de la Refineria President Getúlio Vargas (Araucária, Paraná) va interrompre'n part de les activitats. No va haver-hi ferits.
El dia 11 de febrer de 2015, una explosió al buc-plataforma FPSO Cidade de São Mateus, causada per una fuita de gas, va matar nou persones i va deixar 26 ferides. Segons l'informe intern de la companyia, mesos abans de l'accident s'havia instal·lat una peça inadequada en un circuit de transferència d'aigua i oli. El dia de l'accident, aquesta peça no va suportar la pressió causada per un error en l'obertura i tancament de les vàlvules, ocasionant la fuita de gas que posteriorment va explotar. L'informe afegia que es va cometre un error greu en la presa de decisions durant l'emergència, per haver-se enviat equips d'operaris a àrees amb atmosfera inflamable.

### Continuïtat del monopoli estatal
Malgrat que la Petrobras havia deixat de iure de monopolitzar la indústria petroliera brasilera en 1997, l'estatal continua monopolitzant el sector de facto, concentrant un control majoritari sobre la cadena productiva dels combustibles. Les seves refineries concentren la producció de pràcticament tots els combustibles distribuïts a les benzineres del país. De les 17 refineries existents, l'estatal és propietària de 13, produint-ne el 98% del petroli refinat - les altres quatre són de Manguinhos, Univen, Riograndense i Dax Oil. El propi expresident de l'empresa, Pedro Parente, va afirmar que: "No és bo per al país que Petrobras tingui el 100% de monopoli del refinat". Durant una vaga de camioners brasilers de 2018, el President de la Càmera dels Diputats, Rodrigo Maia, va afirmar: 'La crisi va provar que el monopoli de Petrobras no servia de res", malgrat que ell mateix no defensava la privatització.
Malgrat que moltes companyies operen al costat de la Petrobras en l'extracció i producció de petroli, com ara Shell, Chevron, Statoil o Repsol, en el refinat gairebé no existeix cap competidor, ja que amb l'obertura del mercat després de 40 anys de monopoli, Petrobras ja s'havia apoderat de les millors reserves del país, mercès al pes del govern en el sector. El 2020, el govern federal va donar els primers passos per trencar el monopoli que l'empresa exerceix en el sector del refinat.
A més, Petrobras manté altres privilegis sobre els seus competidors, com la Llei 12.351/2010, que deixava a la petroliera com l'única que podia operar en pré-sal, donant-li així l'exclusivitat. L'any 2016, aquesta legislació va ser alterada i, des de llavors, altres operadores poden operar en pré-sal, però Petrobras manté un dret preferent per adquirir, com a mínim, el 30% de participació en els consorcis, inclús després d'haver-se format. L'Institut Brasiler de Petroli, Gas i Biocombustibles (IBP) referint-se a aquesta modificació de la llei, va dir que la mesura anava en contra de la lliure competició.